# Ričardas Tamulis
Ričardas Tamulis (n. 22 iulie 1938, Kaunas, Lituania – d. 22 aprilie 2008, Jonava⁠(d), Județul Kaunas, Lituania) a fost un boxer ce a reprezentat Uniunea Republicilor Sovietice Socialiste, medaliat olimpic. A participat la o ediție a Jocurilor Olimpice (1964) în care a câștigat o medalie de argint.

## Participări
Lista de mai jos prezintă principalele competiții la care a participat Ričardas Tamulis de-a lungul carierei.
- boxing at the 1964 Summer Olympics – welterweight[*]